# Park Tae-kyong
Park Tae-kyong (kor. 박 태경; * 30. Juli 1980 in Seoul) ist ein ehemaliger südkoreanischer Leichtathlet, der sich auf den 110-Meter-Hürdenlauf spezialisiert hat.

## Sportliche Laufbahn
Erste internationale Erfahrungen sammelte Park Tae-kyong im Jahr 2000, als er bei den Asienmeisterschaften in Jakarta in 14,16 s die Bronzemedaille hinter Mubarak Ata Mubarak aus Saudi-Arabien und dem Chinesen Shen Zhensheng gewann. 2002 nahm er erstmals an den Asienspielen in Busan teil und gewann auch dort in 13,89 s die Bronzemedaille, diesmal hinter dem Chinesen Liu Xiang und Satoru Tanigawa aus Japan. 2003 gewann er bei der Sommer-Universiade in Daegu in 13,78 s die Bronzemedaille hinter dem Brasilianer Anselmo da Silva und Igor Peremota aus Russland und sicherte sich anschließend bei den Asienmeisterschaften in Manila in 13,71 s die Silbermedaille hinter dem Chinesen Shi Dongpeng. Zudem gewann er auch bei den Afro-Asiatischen Spielen in Hyderabad in 13,83 s die Silbermedaille hinter dem Sudanesen Todd Matthews-Jouda. 2004 qualifizierte er sich für die Teilnahme an den Olympischen Spielen in Athen, bei denen er mit 13,96 s in der ersten Runde ausschied.
2005 belegte er bei den Asienmeisterschaften in Incheon in 14,04 s den fünften Platz und erreichte anschließend bei den Ostasienspielen in Macau mit 13,94 s Rang vier. Im Jahr darauf nahm er erneut an den Asienspielen in Doha teil und wurde dort in 13,67 s Vierter und stellte damit einen neuen Landesrekord auf. Bei den Leichtathletik-Asienmeisterschaften 2007 in Amman klassierte er sich mit 13,81 s auf dem vierten Platz und 2009 schied er bei den Weltmeisterschaften in Berlin mit 13,93 s in der Vorrunde aus. Anschließend gewann er bei den Asienmeisterschaften in Guangzhou in 13,82 s die Silbermedaille hinter den Chinesen Liu Xiang und Shi Dongpeng und auch bei den Ostasienspielen in Hongkong sicherte er sich in 14,02 s die Bronzemedaille hinter den Chinesen Liu und Ji Wei. 2010 verbesserte er bei den Asienspielen in Guangzhou den Landesrekord auf 13,48 s und gewann damit die Bronzemedaille hinter den Chinesen Liu und Shi. 
Auch bei den Leichtathletik-Asienmeisterschaften 2011 in Kōbe gewann er hinter Liu und Shi in 13,66 s die Bronzemedaille und scheiterte anschließend bei den Weltmeisterschaften in Daegu mit 13,83 s im Vorlauf. 2013 erreichte er bei den Asienmeisterschaften in Pune das Finale, wurde dort aber disqualifiziert. Im Jahr darauf verpasste er bei seinen vierten Asienspielen im heimischen Incheon mit 13,77 s den Finaleinzug. 2015 bestritt er in Mungyeong seinen letzten Wettkampf und beendete damit seine aktive sportliche Karriere im Alter von 34 Jahren.
In den Jahren 2004 und 2008 sowie 2009 und 2010 wurde Park südkoreanischer Meister im 110-Meter-Hürdenlauf.

## Persönliche Bestleistungen
- 110 m Hürden: 13,48 s (+1,1 m/s), 24. November 2010 in Guangzhou
  - 60 m Hürden (Halle): 7,78 s, 21. Februar 2014 in Flagstaff